# مزرعه محمد آشوری
مزرعه محمد آشوری یا اسدآباد روستایی در دهستان باقرآباد بخش مرکزی شهرستان محلات استان مرکزی ایران است.

## جمعیت
بر پایه سرشماری عمومی نفوس و مسکن در سال ۱۳۹۵ جمعیت این روستا ۱۳ نفر (۶خانوار) بوده‌است.